# Светипетрова риба
Светипетровите риби (Zeus faber) са вид актиноптери от семейство Петровки (Zeidae).
Те са недостатъчно проучен вид.
Таксонът е описан за пръв път от Карл Линей през 1758 година. Наречен е на свети Петър.